# The Man from U.N.C.L.E.
The Man from U.N.C.L.E. (br.: "O Agente da UNCLE") é uma série de espionagem americana, criada pela Metro-Goldwyn-Mayer para ser exibida na televisão. A série foi ao ar de 1964 até 1968 na rede de televisão NBC, com 105 episódios de 60 minutos cada, totalizando quatro temporadas (a primeira foi em preto & branco). O autor de James Bond, Ian Fleming contribuiu para a criação do show. Em 1966 foi lançada a série derivada The Girl from U.N.C.L.E..
No Brasil a série foi exibida inicialmente na extinta TV Excelsior de São Paulo, Canal 9, no início de 1966.

## Elenco
- Robert Vaughn…Napoleon Solo
- David McCallum…Illya Kuryakin
- Leo G. Carroll…Alexander Waverly

## Tramas
A série de humor,  aventura e ação, descreve as atribulações  de dois  agentes secretos, o americano Napoleon Solo e o soviético da Geórgia Illya Kuryakin em uma agência fictícia de espionagem, a  U.N.C.L.E. – acrônimo de United  Network  Command for  Law and Enforcement, (Rede de Comandos Unidos de Lei e Aplicação, em tradução literal), cujo principal inimigo era a organização criminosa “THRUSH”  (WASP no filme piloto). Na série não há o significado da sigla, que só foi definida a partir das novelas de David McDaniel: seria "Technological Hierarchy for the Removal of Undesirables and the Subjugation of Humanity",fundada pelo coronel Sebastian Moran.
A série, que contou com a colaboração de Ian Fleming, nos primeiros episódios, ironizava os romances de espiões, então em moda, com recursos e instrumentos mirabolantes, caracterizava-se pelo recrutamento de pessoas comuns para cada missão como forma de fazer com que a audiência se identificasse com as histórias.
A preocupação da MGM com o uso comercial da sigla UN (Nações Unidas) levou os produtores a  esclarecer a cada episódio o significado do acrônimo.  Cada episódio exibia, nos títulos finais, um “agradecimento” à U.N.C.L.E.